# Ukrainisches Institut

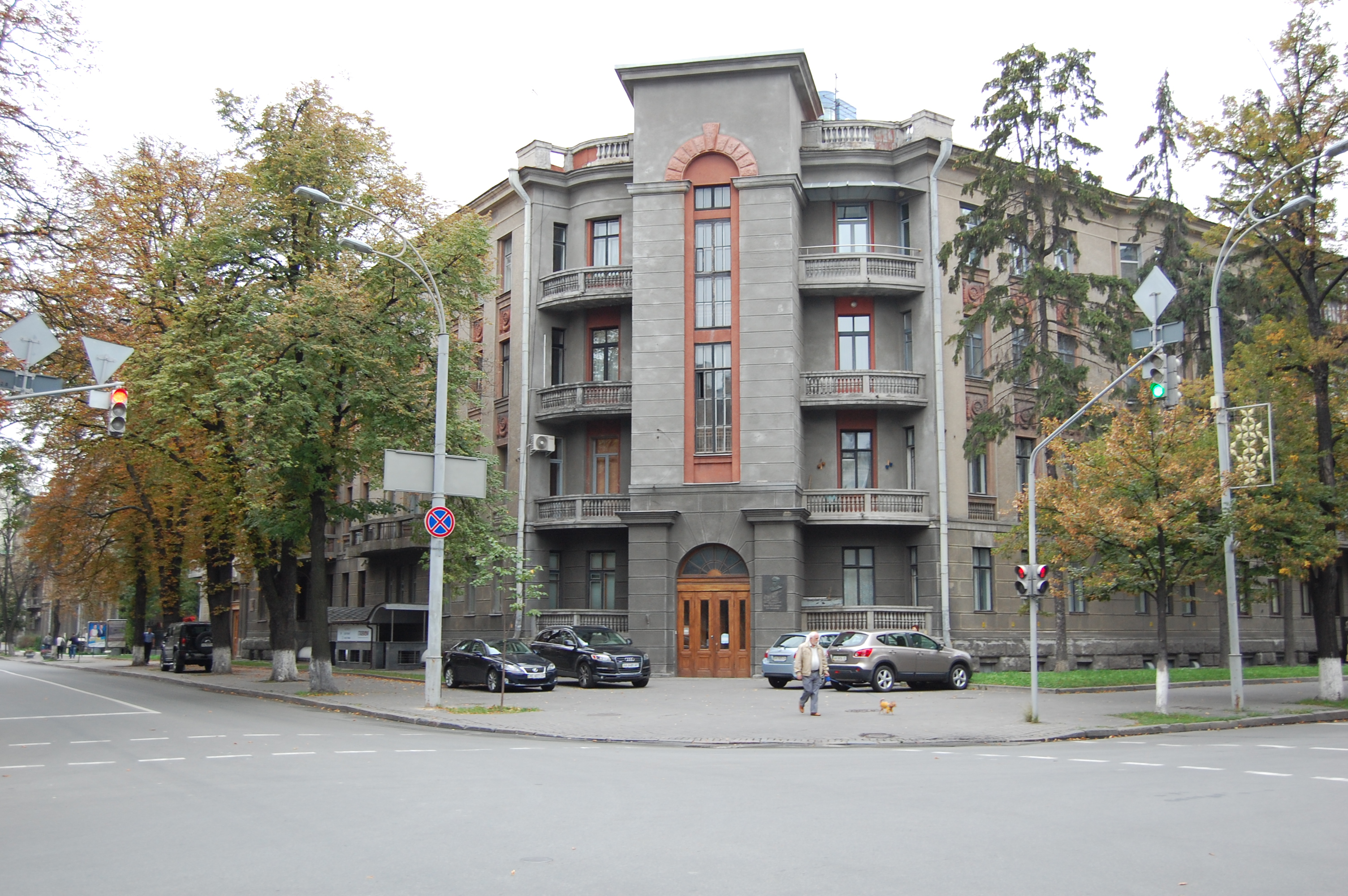
Ukrainisches Institut in Kiew

Das Ukrainische Institut (ukrainisch Український інститут Ukrayinsʹkyy Institut) ist eine im Jahr 2017 gegründete staatliche Einrichtung zur Förderung der ukrainischen Sprache und Kultur. Der Hauptsitz des Ukrainischen Instituts befindet sich in Kiew. Es untersteht mit seinen Außenstellen dem ukrainischen Außenministerium und hat somit in der auswärtigen Kulturpolitik eine Struktur und eine Funktion, die mit denen des Goethe-Instituts vergleichbar ist.
Am 29. März 2023 wurde die erste Auslandsvertretung des Ukrainischen Instituts in Deutschland eröffnet.